# Tram-EM

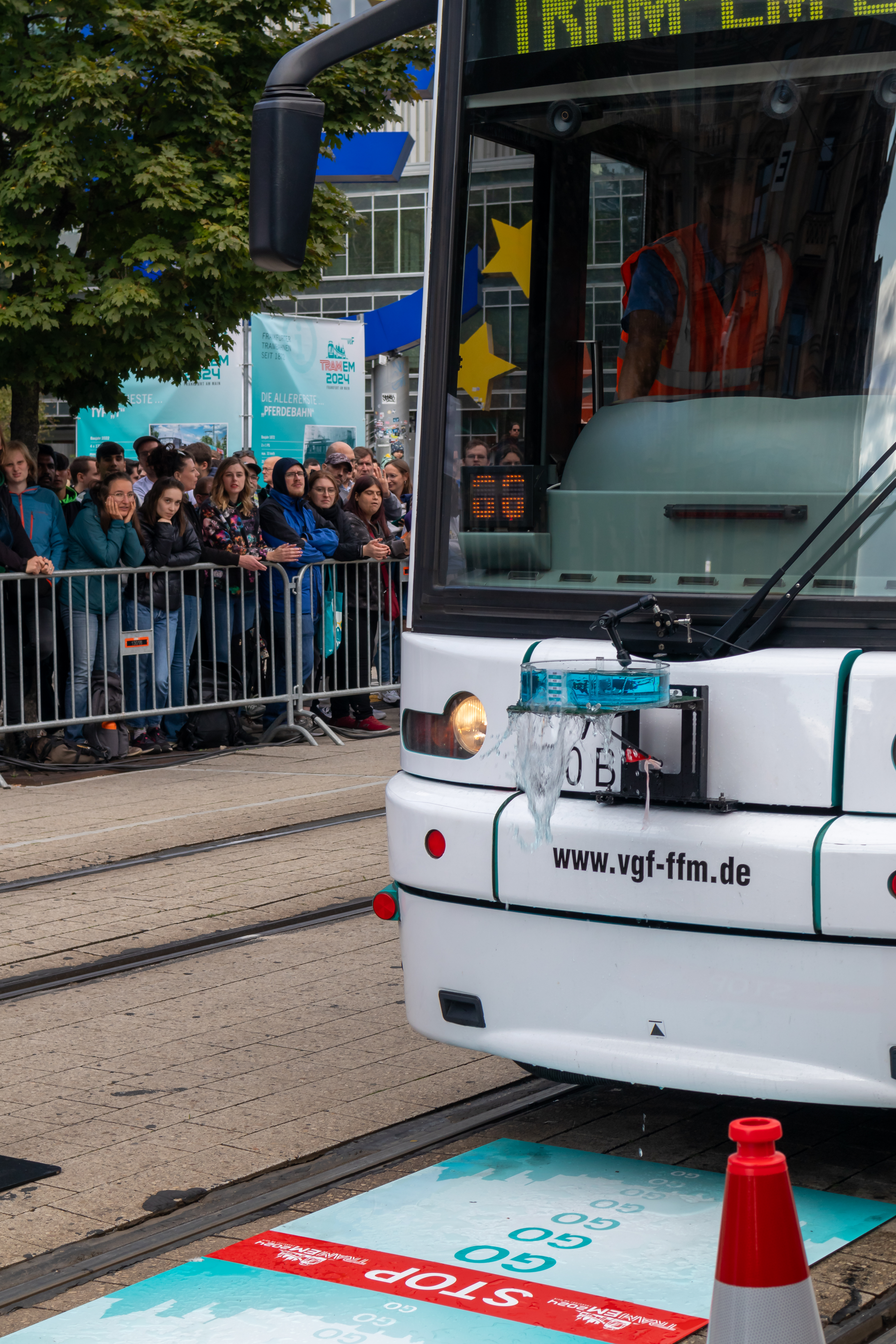
Test des sanften Bremsens, 2024 in Frankfurt am Main

Die TRAM-EM European TramDriver Championship ist die Europameisterschaft der Straßenbahnfahrer.

## Geschichte
Im Jahr 2012 erfolgte die erste Veranstaltung der Tram-EM zum 140. Geburtstag der Straßenbahn Dresden. Organisiert wird die Veranstaltung durch einen jährlich wechselnden lokalen Verkehrsbetrieb zusammen mit der Dresdner Produktionsfirma, die das Konzept und die Umsetzung 2012 entwickelt hat.
Seit 2014 ist TRAM-EM eine eingetragene Wortmarke der Dresdener „yawima GmbH“, einem Verleih für Tisch- und Raumdekoration.
Aufgrund von Teilnahmeinteressierten aus Südamerika, Südostasien und Afrika kündigte der Wiener Bürgermeister Michael Ludwig als Gastgeber die Austragung 2025 als erste Weltmeisterschaft an.

## Konzept
Der Tram-EM-Wettkampf wird als Team-Wettbewerb ausgetragen, wobei ein Team aus einem Fahrer und einer Fahrerin sowie einem Teambetreuer besteht. Jedes europäische Verkehrsunternehmen mit einem Straßenbahnnetz kann ein Team zur Teilnahme anmelden.
Die Meisterschaft wird in zwei Durchgängen ausgetragen, wobei der Fahrer und die Fahrerin je einmal das Steuer übernehmen. Jeder Durchgang besteht aus 6 verschiedenen Disziplinen. Darunter können sich Disziplinen befinden wie Zielbremsung, Auslösen einer Notbremsung, Messung des seitlichen Abstands in der Kurve, exakter Halt am Bahnsteig, Geschwindigkeitsmessung mit verdecktem Tacho, präzise Vorbeifahrt an einer Schranke, Tram-Billard und Tram-Bowling. Zudem wird die Zeit genommen und fließt in die Wertung ein. Die Veranstaltung besteht aus einer Teampräsentation, Trainingsfahrten, einem Fahrerabend, Wettkämpfen und der Siegerehrung.
Bislang wurden die Meisterschaften in Verbindung mit öffentlichen Feierlichkeiten der gastgebenden Verkehrsunternehmen veranstaltet, so z. B. 140 Jahre Straßenbahn in Dresden, 10 Jahre Straßenbahn Barcelona und 150 Jahre Straßenbahn Wien. Ziel der Veranstaltung ist es, Straßenbahnern eine Plattform zum internationalen Erfahrungsaustausch zu ermöglichen, die Herausforderungen des Berufs des Straßenbahnfahrers spannend und unterhaltsam in der Öffentlichkeit zu inszenieren und Verkehrsbetriebe als attraktive Arbeitgeber zu präsentieren.

## Austragungen
| Datum | Ort               | Gewinner  |
| ----- | ----------------- | --------- |
| 2012  | Dresden           | Budapest  |
| 2013  | Budapest          | Paris     |
| 2014  | Barcelona         | Parla     |
| 2015  | Wien              | Rotterdam |
| 2016  | Berlin            | Budapest  |
| 2017  | Teneriffa         | Paris     |
| 2018  | Stuttgart         | Stockholm |
| 2019  | Brüssel           | Brüssel   |
| 2020  | Oradea *          | –         |
| 2021  | Oradea *          | –         |
| 2022  | Leipzig           | Hannover  |
| 2023  | Oradea            | Wien      |
| 2024  | Frankfurt am Main | Budapest  |
| 2025  | Wien              |           |